# Захоплення підземки 123
«Захоплення підземки 1 2 3»  (англ. The Taking of Pelham 1 2 3) — художній фільм Тоні Скотта, ремейк фільму 1974. Світова прем'єра відбулася 24 липня 2009, в Україні — 27 серпня 2009 року.

## Сюжет
Диспетчер нью-йоркського метрополітену Волтер Гарбер, що стежить за рухом поїздів, отримує повідомлення про те, що поїзд 123 захоплений групою озброєних нальотчиків і заблокований в тунелі в районі станції Пелем. Їх ексцентричний ватажок Бернард Райдер вимагає від міської влади десять мільйонів доларів, які повинні бути передані йому протягом години, в іншому випадку погрожуючи розпочати розстріл пасажирів-заручників. Гарбера Райдер обирає як посередника в переговорах.
Напруга в підземці наростає, Волтер Гарбер намагається вести переговори з грабіжниками про доставку викупу, щоб потягнути час і врятувати заручників.
Одного з бандитів, колишнього машиніста, вбивають і Райдер вимагає, щоб Гарбер привіз до нього гроші. Використовуючи Гарбера як машиніста, Райдер йде через занедбану гілку метро. Гарбер спочатку тікає від бандитів, потім переслідує Райдера. Райдер не хоче повертатися до в'язниці (відсидів термін за шахрайство на біржі), і Гарбер його вбиває.

## В ролях

Волтер Гарбер

| Актор              | Роль               |
| ------------------ | ------------------ |
| Дензел Вашингтон   | Волтер Гарбер      |
| Джон Траволта      | Бернард Райдер     |
| Луїс Гузман        | Філ Рамос          |
| Віктор Гойцай      | Башким             |
| Роберт Вата        | Емрі               |
| Джон Туртурро      | лейтенант Камонеті |
| Майкл Рісполі      | Джон Джонсон       |
| Рамон Родрігес     | диспечер Дельгадо  |
| Джеймс Гандольфіні | мер Нью-Йорка      |

## Український дубляж
- Максим Кондратюк — Джеймс Ґандольфіні/Мер
- Бенюк Богдан Михайлович — Бернард Райдер